# Stefan Zelger
Stefan Zelger (Bolzano, 9 settembre 1995) è un fondista italiano.

## Biografia
Attivo in gare FIS dal marzo del 2012, ha debuttato in Coppa del Mondo il 14 gennaio 2017 a Dobbiaco (50º), ai Giochi olimpici invernali a Pyeongchang 2018, dove si è classificato 60º nella 15 km e 41º nella sprint, e ai Campionati mondiali a Seefeld in Tirol 2019, dove è stato 57º nella 15 km e 29º nella sprint.
In carriera ha gareggiato anche nello skiroll, sport nel quale ha vinto un oro tra gli junior ai Mondiali del 2015 in Val di Fiemme.

## Palmarès

### Coppa del Mondo
- Miglior piazzamento in classifica generale: 89º nel 2020